# Tambourissa nicolliae
Tambourissa nicolliae är en tvåhjärtbladig växtart som beskrevs av J. Jérémie & D.H. Lorence. Tambourissa nicolliae ingår i släktet Tambourissa och familjen Monimiaceae. Inga underarter finns listade i Catalogue of Life.